# Smoke the Banger
Smoke the Banger – jedyna kaseta VHS w dyskografii brytyjskiej grupy EMF. Została wydana tylko w Stanach Zjednoczonych w ramach promocji debiutanckiego albumu Schubert Dip. Zawiera teledyski i dwa nagrania na żywo, a także zza kulis. Utwory na żywo zostały zarejestrowane w The National w Kilburn w Londynie.

## Lista utworów
1. Unbelievable 3:34
2. I Believe 3:14
3. Long Summer Days (Live) 4:04
4. Children 3:38
5. Lies 3:59
6. EMF (Live) 3:27
7. Behind the Scenes Footage